# Neumarkt an der Ybbs
Neumarkt an der Ybbs ist eine Marktgemeinde mit 2120 Einwohnern (Stand 1. Jänner 2024) im Bezirk Melk in Niederösterreich, Österreich.

## Geografie
Neumarkt liegt an der Ybbs knapp vor deren Mündung in die Donau. Die Gemeinde ist etwas über neun Quadratkilometer groß. Mehr als die Hälfte der Fläche ist landwirtschaftliche Nutzfläche, sieben Prozent sind Gärten und vierzehn Prozent sind bewaldet.

### Gemeindegliederung
Das Gemeindegebiet umfasst folgende fünf Ortschaften (in Klammern Einwohnerzahl Stand 1. Jänner 2024):
- Kemmelbach (469)
- Neumarkt an der Ybbs (1347)
- Waasen (181)
- Winden (31)
- Wolfsberg (92)

Die Gemeinde besteht aus den Katastralgemeinden Kemmelbach und Neumarkt.

### Nachbargemeinden

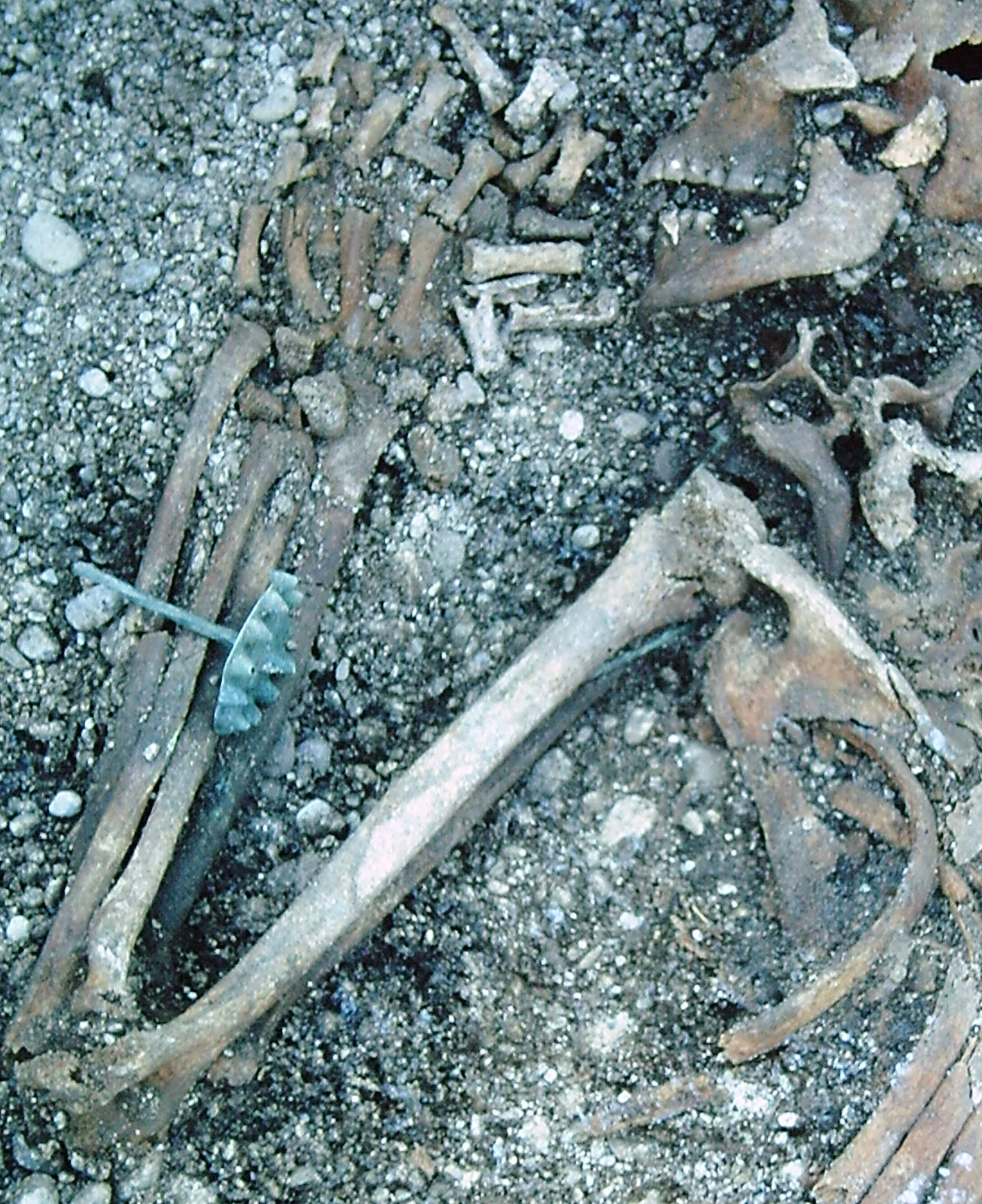
Grab aus der Bronzezeit mit einer Bronzenadel.

| St. Martin-Karlsbach                     | Ybbs                                        |                                   |
| Blindenmarkt                             | Kompassrose, die auf Nachbargemeinden zeigt | Bergland                          |
| Steinakirchen am Forst (Bezirk Scheibbs) | Wolfpassing (Bezirk Scheibbs)               | Wieselburg-Land (Bezirk Scheibbs) |

## Geschichte
Das Gebiet von Neumarkt an der Ybbs war bereits in der frühen Bronzezeit ab 2300 v. Chr. besiedelt. Im Zuge der Schottergewinnung für den Autobahnbau wurde 1961 das Gräberfeld von Neumarkt an der Ybbs mit 38 frühbronzezeitlichen Gräbern freigelegt. Als Grabbeigaben konnten Schüsseln, Tassen, Bronzespiralen und Bronzenadeln geborgen werden.
Aus der Zeit der römischen Besatzung wurden Mauerreste gefunden. Es sind vermutlich die Reste eines Wachturmes, der auf der Tabula Peutingeriana eingezeichnet ist.
Die Schlacht am Campo Ibosa (Ebene an der Ybbs), in der Karl der Große im Jahr 788 die Awaren besiegte, fand wahrscheinlich auf Neumarkter Gemeindegebiet statt. Damals fanden 10.000 Soldaten den Tod und das westliche Niederösterreich wurde Teil des Frankenreichs. In dieser Zeit war der Name „Ybbsfeld“ für das Gebiet von Neumarkt gebräuchlich, wie die Nennung des Gebehart de Ibesevelt  im Jahr 1160 zeigt. Aus dem 9. Jahrhundert n. Chr. wurden ebenfalls auf dem Gräberfeld von Neumarkt acht Gräber gefunden.
Die erste urkundliche Erwähnung von Neumarkt stammt aus dem Jahr 1220 in einem Passauer Urbar, wo die Ansiedlung apud novum forum (neuer Markt) bei Blindenmarkt genannt wird. Eine besondere Bedeutung ergab sich aus dem Übergang über die Ybbs, für die eine Straßenmaut eingehoben wurde. So wurde Neumarkt spätestens im 15. Jahrhundert ein Ort mit Marktrecht und Richter. Die Herrschaft Karlsbach errichtete um 1550 einen Renaissancebau, der als Herren- und Mauthaus diente. Das Mautrecht und das Gebäude kaufte 1654 Joachim Enzmilner, Freiherr von Windhag. Da er seine Besitzungen beschreiben und zeichnen ließ, kennen wir heute noch das damalige Aussehen.
In der Mitte des 17. Jahrhunderts unterwies der aus Bayern stammende Hans Härtinger die Bauern in Neumarkt im Anbau von Tabak. Dessen Absatz brachte dem Ort einen wirtschaftlichen Aufschwung. Nach mehrmaligem Wechsel der Besitzer über die Zinzendorfer und die Fürsten Starhemberg kaufte 1882 die Gemeinde das Gebäude und benutze es bis 1961 als Schule. Heute ist es das Rathaus und das Heimatmuseum von Neumarkt.
Kemmelbach wird bereits um 1100 als Cheminatenbach urkundlich erwähnt. Im 14. Jahrhundert befand sich der Hof im Besitz der Hauser und gelangte 1591 in den Besitz der Grafen Ortenburg. Im 16. Und 17. Jahrhundert wird die Anlage ausgebaut und Neudenburg genannt. Nach mehrmaligem Wechsel der Besitzer lässt Friedrich von Rohmann 1813 den Straßentrakt und die Seitenflügel abreißen, angeblich um einen Schatz zu finden. In der ersten Hälfte des 20. Jahrhunderts war das Schloss ein Kloster des Dominikanerinnenordens. Seit 1986 ist es im Besitz der Gemeinde und beherbergt einen Kindergarten und ein Behindertenheim.

### Bevölkerungsentwicklung
| Neumarkt an der Ybbs: Einwohnerzahlen von 1869 bis 2024 | Neumarkt an der Ybbs: Einwohnerzahlen von 1869 bis 2024 | Neumarkt an der Ybbs: Einwohnerzahlen von 1869 bis 2024 | Neumarkt an der Ybbs: Einwohnerzahlen von 1869 bis 2024 | Neumarkt an der Ybbs: Einwohnerzahlen von 1869 bis 2024 |
| ------------------------------------------------------- | ------------------------------------------------------- | ------------------------------------------------------- | ------------------------------------------------------- | ------------------------------------------------------- |
| Jahr                                                    |                                                         |                                                         |                                                         | Einwohner                                               |
| 1869                                                    | 1869                                                    |                                                         | 821                                                     | 821                                                     |
| 1880                                                    | 1880                                                    |                                                         | 734                                                     | 734                                                     |
| 1890                                                    | 1890                                                    |                                                         | 811                                                     | 811                                                     |
| 1900                                                    | 1900                                                    |                                                         | 935                                                     | 935                                                     |
| 1910                                                    | 1910                                                    |                                                         | 1.010                                                   | 1.010                                                   |
| 1923                                                    | 1923                                                    |                                                         | 979                                                     | 979                                                     |
| 1934                                                    | 1934                                                    |                                                         | 975                                                     | 975                                                     |
| 1939                                                    | 1939                                                    |                                                         | 1.277                                                   | 1.277                                                   |
| 1951                                                    | 1951                                                    |                                                         | 1.165                                                   | 1.165                                                   |
| 1961                                                    | 1961                                                    |                                                         | 1.437                                                   | 1.437                                                   |
| 1971                                                    | 1971                                                    |                                                         | 1.663                                                   | 1.663                                                   |
| 1981                                                    | 1981                                                    |                                                         | 1.718                                                   | 1.718                                                   |
| 1991                                                    | 1991                                                    |                                                         | 1.784                                                   | 1.784                                                   |
| 2001                                                    | 2001                                                    |                                                         | 1.794                                                   | 1.794                                                   |
| 2011                                                    | 2011                                                    |                                                         | 1.783                                                   | 1.783                                                   |
| 2021                                                    | 2021                                                    |                                                         | 2.060                                                   | 2.060                                                   |
| 2024                                                    | 2024                                                    |                                                         | 2.120                                                   | 2.120                                                   |
| Quelle(n): Statistik Austria, Gebietsstand 1.1.2021     |                                                         |                                                         |                                                         |                                                         |

## Kultur und Sehenswürdigkeiten

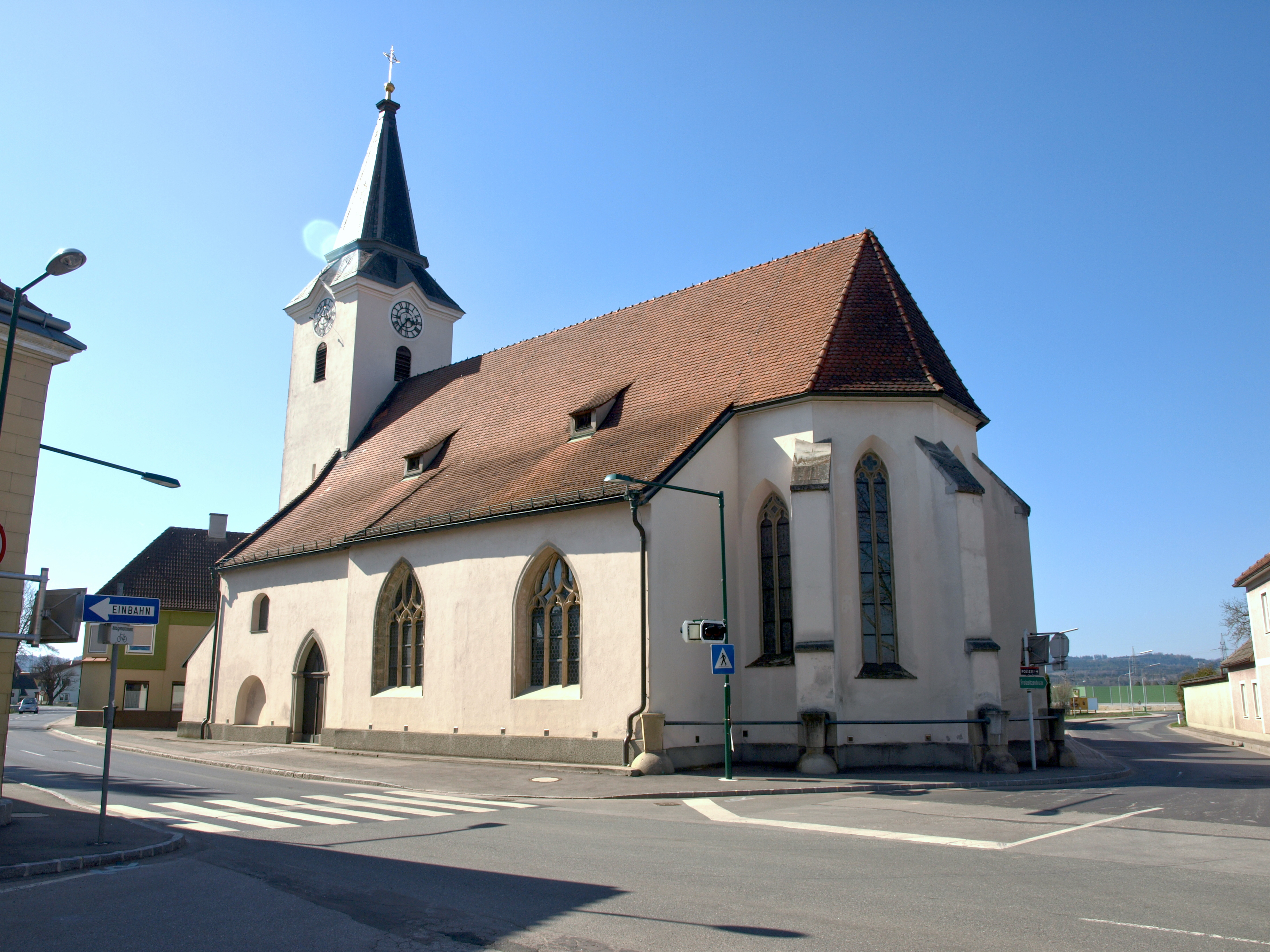
Pfarrkirche Neumarkt an der Ybbs

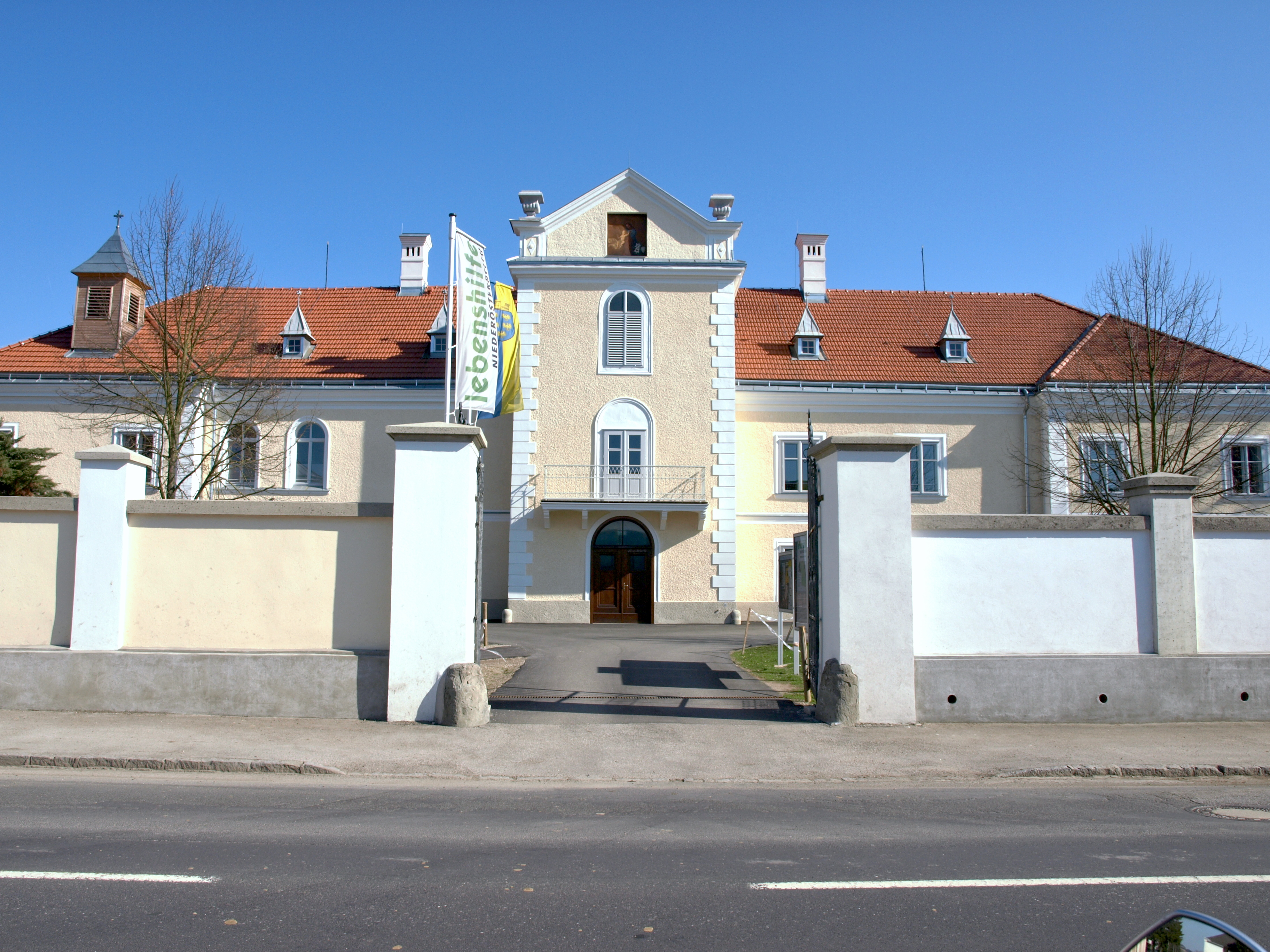
Schloss Neudenburg

### Bauwerke
- Katholische Pfarrkirche Neumarkt an der Ybbs hl. Nikolaus: spätgotisch mit modernem Anbau
- Rathaus: Renaissance-Bau aus der Mitte des 16. Jahrhunderts; das Haus wurde als Mauthaus errichtet, die Benutzer der Reichsstraße mussten wegen des Ybbsüberganges eine Maut zahlen. Das Haus wurde später Sitz der Herrschaft Starhemberg. Heute befindet sich im Obergeschoß des Rathauses ein Schul- und Heimatmuseum, in dem Fundstücke vom Gräberfeld ausgestellt sind.
- Dreifaltigkeitssäule: Barock, mit 1693 bezeichnet, im Ortsteil Mauer
- Urteilskreuz: (ehem. Richtstätte) von 1662, befindet sich an der Ausfallstraße Richtung Karlsbach
- Schloss Neudenburg

### Freizeit
- Freizeitzentrum mit Badesee

## Wirtschaft und Infrastruktur

### Wirtschaftssektoren
In den Jahren 1999 bis 2010 nahm die Anzahl der landwirtschaftlichen Betriebe um fast die Hälfte ab. 2010 gab es noch vier Vollerwerbsbauern. Diese bewirtschafteten die Hälfte der Flächen. Im Produktionssektor arbeiteten 106 der 113 Erwerbstätigen in der Warenherstellung. Die wichtigsten Arbeitgeber im Dienstleistungssektor waren die Bereiche soziale und öffentliche Dienste (104 Erwerbstätige), Handel (65) und Beherbergung und Gastronomie (58).
| Wirtschaftssektor            | Anzahl Betriebe | Anzahl Betriebe | Erwerbstätige | Erwerbstätige |
| Wirtschaftssektor            | 2011            | 2001            | 2011          | 2001          |
| ---------------------------- | --------------- | --------------- | ------------- | ------------- |
| Land- und Forstwirtschaft 1) | 11              | 21              | 12            | 8             |
| Produktion                   | 15              | 16              | 113           | 116           |
| Dienstleistung               | 81              | 58              | 254           | 250           |

1) Betriebe mit Fläche in den Jahren 2010 und 1999
| Im Jahr 2011 lebten 842 Erwerbstätige in Neumarkt. Davon arbeiteten 126 in der Gemeinde, 85 Prozent pendelten aus. Die Gemeinde ist verkehrsmäßig durch die Westautobahn A1, die Landesstraße B1 Wiener Straße und die Westbahn erschlossen. | Hier fehlt eine Grafik, die leider im Moment aus technischen Gründen nicht angezeigt werden kann. Wir arbeiten daran! |

### Öffentliche Einrichtungen
In Neumarkt befinden sich zwei Kindergärten und eine Volksschule.

## Politik
| Der Gemeinderat hat 19 Mitglieder. - Mit den Gemeinderatswahlen in Niederösterreich 1990 hatte der Gemeinderat folgende Verteilung: 12 ÖVP, 6 SPÖ und 1 FPÖ. - Mit den Gemeinderatswahlen in Niederösterreich 1995 hatte der Gemeinderat folgende Verteilung: 11 ÖVP, 7 SPÖ und 1 FPÖ. - Mit den Gemeinderatswahlen in Niederösterreich 2000 hatte der Gemeinderat folgende Verteilung: 11 ÖVP, 7 SPÖ und 1 FPÖ. - Mit den Gemeinderatswahlen in Niederösterreich 2005 hatte der Gemeinderat folgende Verteilung: 11 ÖVP und 8 SPÖ. - Mit den Gemeinderatswahlen in Niederösterreich 2010 hatte der Gemeinderat folgende Verteilung: 13 ÖVP und 6 SPÖ. - Mit den Gemeinderatswahlen in Niederösterreich 2015 hatte der Gemeinderat folgende Verteilung: 14 ÖVP und 5 SPÖ. - Mit den Gemeinderatswahlen in Niederösterreich 2020 hatte der Gemeinderat folgende Verteilung: 13 ÖVP und 6 SPÖ. - Mit den Gemeinderatswahlen in Niederösterreich 2025 hat der Gemeinderat folgende Verteilung: 11 ÖVP, 5 SPÖ und 5 FPÖ. | Hier fehlt eine Grafik, die leider im Moment aus technischen Gründen nicht angezeigt werden kann. Wir arbeiten daran! |

### Bürgermeister
- bis 2007 Karl Kirchweger (ÖVP)
- seit 2007 Otto Jäger (ÖVP)[20]

### Wappen
Seit 1974 führt die Gemeinde folgendes Wappen: Geteilt von Rot und Silber mit einem rotbezungten, golden bekrönten Löwen in gewechselten Farben.

## Persönlichkeiten

### Söhne und Töchter der Gemeinde
- Franz Katzengruber (1901–1994), Politiker (SPÖ)
- Josef Scherrer (1908–1989), Politiker (ÖVP) und Kaufmann
- Friedrich Hansen-Löve (1919–1997), Schriftsteller, Essayist und Journalist
- Gerhard Walterskirchen (* 1939), Musikwissenschaftler
- Robert Trimmel (* 1950), Autor, Kabarettist und Maler